# Asier Azpeitia
Asier Azpeitia Latorre (San Sebastián, 5 de marzo de 1998) es un exjugador de baloncesto español. Ha jugado en equipos como Easo SBT, Gipuzkoa Basket Club, Iraurgi Saskibaloia y Zarautz.

## Trayectoria
Formado en Herri Ametsa Ikastola y CD Internacional, fichó por el Easo después de completar su formación en dichos clubes. En el Easo,Jugó desde 2016 a 2018, formaba parte del equipo del Easo Loquillo de Liga EBA.
El 4 de octubre de 2017, Azpeitia debuta con el San Sebastián Gipuzkoa Basket Club en Liga ACB en un encuentro frente al Real Betis Energía Plus, en una victoria en casa por 94 a 60.
En la temporada 2017-18, alterna participaciones con el Easo y el Delteco GBC, con el que disputa 3 partidos en Liga Endesa.
En la temporada 2018-19, el alero llega como vinculado por parte del Delteco GBC al Iraurgi Saski Baloia para jugar en Liga LEB Plata.
Tras dejar la liga LEB Plata, vuelve a la liga EBA un año en el Easo y otro en el Zarautz.
Finalmente se retira del baloncesto profesional a los 23 años, volviendo a las canchas un año después a un equipo semi - profesional.
Asimismo, Asier Azpeitia puede presumir de haber recibido un caño del jugador Luka Dončic, jugador de baloncesto esloveno, que pertenece a la plantilla de los Dallas Mavericks de la NBA.
Asier no ha dejado de cosechar éxitos desde entonces.

## Clubs
- 2012-2015: Club Deportivo Internacional de Intxaurrondo (Infantil y Cadete)
- 2015-18: Easo Saskibaloi Taldea (Junior) y (Liga EBA)
- 2018-2019: San Sebastián Gipuzkoa Basket Club (Liga Endesa)
- 2018-2019: Iraurgi Saski Baloia (Liga LEB Plata)
- 2019-2020: Easo Saskibaloi Taldea (Liga EBA)
- 2020-2021: Ulacia Zarautz (Liga EBA)
- 2022-2023: Club Deportivo Internacional de Intxaurrondo (Senior)
- 2023 (Semana Santa): Cesión al Añorga KKE